# 山岡淳二
山岡 淳二（やまおか じゅんじ、1952年7月1日  - 2021年）は、ジャパンアクションエンタープライズに所属していた元アクション監督。広島県出身。

## 人物
1970年代中盤のスーパー戦隊シリーズ、1990年代前半のメタルヒーローシリーズのアクション監督として活躍した後、東京ドームシティのヒーローショーのアクション演出を担当。
同時期にアクション監督として活動していたJAE社長の金田治は山岡を高く評価しており、その奇抜な演出に刺激を受けていたという。
また、山岡は勉強家の一面もあった。毎年新シリーズの主題歌を放送前に何度も聴いてアクションのイメージを膨らませてたという。
『メガロマン』やスーパー戦隊シリーズで監督を務めた東條昭平は、山岡の演出について絵コンテもないのに指示に応じると素晴らしいカットになるといい、天才と評している。
スーツアクターの蜂須賀祐一は、山岡は現場では厳しく、無茶な要求をされることも多かったが、印象的な画を作るセンスを高く評価している。
1995年から、山岡が上と取り合ったことをきっかけにスーツアクター達の名前が台本に載るようになった。
スーパー戦隊シリーズでは、5人が別々の場所で戦う様をワンカットで撮る演出を好んでいる。カメラマンのいのくままさおは、この演出について面白いがズームやパンのタイミングが難しく、思い切りが必要だと述べている。
2021年7月、JAC時代の後輩だった柴原孝典（現オフィスワイルド代表）が、自身のフェイスブックにて、山岡の訃報を公表した。

## 作品

### 俳優
- ザ・ボディガード 第2話（1974年、NET）
- バーディ大作戦 第6話（1974年、TBS）
- 柳生一族の陰謀 第7話「悪霊の城」（1978年、KTV / 東映）

### スタントマン
- ロボット刑事（1973年） - バドーロボット[1]
- アクマイザー3（1975 - 1976年）
- 超神ビビューン（1976 - 1977年） - ズシーン役[6][1]
- ジャッカー電撃隊（1977年） - スペードエース（オープニング）[7]

### アクション監督
- スーパー戦隊シリーズ
  - 秘密戦隊ゴレンジャー（1976 - 1977年）[注釈 1]
  - ジャッカー電撃隊（1977年）
  - 後楽園スカイシアター バトルフィーバーJショー [8]（1979年）
  - 電子戦隊デンジマン（1980 - 1981年）
  - 太陽戦隊サンバルカン（1981 - 1982年）
  - 大戦隊ゴーグルファイブ（1982 - 1983年）
  - 科学戦隊ダイナマン（1983 - 1984年）
  - 超電子バイオマン（1984 - 1985年）
  - 電撃戦隊チェンジマン（1985 - 1986年）
  - 超新星フラッシュマン（1986 - 1987年）
  - 光戦隊マスクマン（1987年）[注釈 2]
  - 後楽園ゆうえんち スカイシアター 光戦隊マスクマンショー （1987年）[9]
  - 超力戦隊オーレンジャー（1995 - 1996年）
  - 超力戦隊オーレンジャー オーレVSカクレンジャー（1996年）
  - 激走戦隊カーレンジャー（1996年）[注釈 3]
  - 後楽園ゆうえんち スカイシアター 救急戦隊ゴーゴーファイブショー（素顔公演） [10]（1999年）
  - 後楽園ゆうえんち スカイシアター 忍風戦隊ハリケンジャーショー（2002年7月 - 2003年3月）[11] [12] [13] [14] [注釈 4]
  - スーパー戦隊シリーズ30作・仮面ライダーシリーズ35周年記念 「ダブルヒーローフェスティバル」東京ドーム（2006年7月） - 演出 [15]
  - 後楽園ゆうえんちスカイシアター 轟轟戦隊ボウケンジャーショー （2006年12月 - 2007年3月） 演出[16] [17]
  - 後楽園ゆうえんちスカイシアター 獣拳戦隊ゲキレンジャーショー （2007年3月 - 4月、7月 - 9月、12月 - 2008年1月、3月 - 4月） 演出[18] [19] [20]
  - 後楽園ゆうえんちスカイシアター 炎神戦隊ゴーオンジャーショー （2008年3月 - 7月、12月 - 1月）演出[21] [22] [23]
- メタルヒーローシリーズ
  - 機動刑事ジバン（1989 - 1990年）[注釈 5]
  - 特警ウインスペクター（1990 - 1991年）
  - 特救指令ソルブレイン（1991 - 1992年）
  - 特捜エクシードラフト（1992 - 1993年）
  - 特捜ロボジャンパーソン（1993 - 1994年）
  - ブルースワット（1994 - 1995年）
- 透明ドリちゃん（1978年）
- スパイダーマン（1978年）
- 宇宙からのメッセージ・銀河大戦（1978 - 1979年）
- メガロマン（1979年）
- 新宿コマ劇場 JACミュージカル公演「スタントマン物語／柳生十兵衛 魔界転生」（1981年）[24]
- はぐれ刑事純情派（1988年）1話〜3話[25]
- 将軍家光の乱心 激突 （1989年） - 助手
- お願いデーモン!（1993年）[24] [注釈 6]
- リゾート・トゥ・キル（1994年韓国で公開、日本ではビデオリリースのみ）- 忍者アクションコーディネーター
- さんかくはぁと（1995年） - 柔道指導（1話、2話）[26]
- 美蘭 ザ・リベンジャー [24]（1996年）
- ジャニーズファンタジー「kyo to kyo」[24]
- 梟の城（1999年）
- アッコにおまかせ（2000年）[24]
- Gメン'75スペシャル（2000年、2001年）
- MILLENNIUM SHOCK （2000年）[24]
- ショー劇・SHOCK （2001年、2002年）[24]
- 軽井沢夫人（2002年）